# Clay Bennett
Clay Bennett (Clinton (Carolina del Sur), 20 de enero de 1958) es un historietista y dibujante de tiras cómicas políticas estadounidense.

## Trayectoria
Tras graduarse por la Universidad de Alabama del Norte en 1980, comenzó a trabajar en la Pittsburgh Post-Gazette y el Fayetteville Times. Más tarde en el St. Petersburg Times, donde permaneció entre 1981 y 1994. En ese año fue despedido de repente y, aunque el editor del periódico aseguró que no se debía a causas políticas, los observadores externos vieron en este despido una prueba más de que el antes liberal Times se tornaba cada vez más conservador.
Tres años después, comenzó a trabajar para el Christian Science Monitor, un periódico vinculado con la Iglesia de la ciencia cristiana.

## Reconocimientos
En ese periodo logró ser nominado cinco veces consecutivas al Premio Pulitzer (entre 1999 y 2003), y ganarlo en 2002.
En 2005 fue elegido presidente de la Asociación de Caricaturistas Editoriales Americanos.